# Hindustànic
L'hindustànic o indostànic, literalment: «de l'Hindustan» (hindi: हिन्दुस्तानी, transliteració IAST: hindustānī, urdú: ہندوستانی), també conegut com a hindi-urdú i hindavi, és la lingua franca al nord de l'Índia i en gran part del Pakistan. És una llengua indoària, que deriva primàriament del dialecte khariboli de Delhi, i incorpora una gran quantitat de vocabulari del persa, l'àrab, el sànscrit i el txagatai. És una llengua pluricèntrica amb dues formes oficials, l'hindi (escrit en devanagari) i l'urdú (escrit en un alfabet derivat del de l'àrab, normalment en la forma nastaliq). Les llengües col·loquials són pràcticament indistingibles, i fins i tot els estàndards oficials són pràcticament idèntics pel que fa a la gramàtica, tot i que difereixen en les convencions literàries i en el vocabulari acadèmic i tècnic, en què l'urdú reté més elements i influències del persa i l'àrab, i l'hindi es basa més en el sànscrit. Abans de la partició de l'Índia, els termes hindustànic, urdú i hindi eren sinònims; tots tres es referien al que avui s'anomena urdú i hindi. El terme hindostànic s'empra encara avui per a referir-se al llenguatge col·loquial i llengua franca del nord de l'Índia i el Pakistan, per exemple, la llengua de les pel·lícules de Bollywood, així com per a referir-se a diferents varietats de l'hindi parlades fora del subcontinent, com ara les que es parlen a les Fiji, el Carib, o Surinam i l'illa de Trinitat.

## Classificació
L'hindustànic és una llengua indoeuropea, indoiraniana, de la branca indoària i del subgrup central.
Els dos principals representants de l'hindustànic són l'hindi i l'urdú. Ambdues llengües són oficials i estandarditzades, l'hindi a l'Índia i l'urdú a Índia i Pakistan. La forma vernacular comuna d'ambdues és el dialecte khariboli, una variant oral parlada als territoris rurals que envolten Delhi. Un altre terme n'és el de bazaar hindustani o "hindustànic de basar" (o de mercat), nom donat pel lingüista indi Sumit Kumar Chatterjee el 1931 a la lingua franca que es parlava a l'actual Kolkata (i també en uns altres territoris on l'hindi no és l'idioma predominant) i que es caracteritzava per ser-ne una variant molt simplificada. Aquesta particularitat de lingua franca fa de l'hindustànic una llengua neutra per al seu ús en les pel·lícules de Bollywood, que són populars tant a l'Índia com al Pakistan.
L'hindustànic configura un continu dialectal de mútua intel·ligibilitat que s'estén pels territoris del Pakistan i del nord de l'Índia. Però també és present als territoris amb immigració provinent d'ambdós països, com el Nepal, els Estats Units, Myanmar, Malàisia, l'Aràbia Saudita, els Emirats Àrabs, Sri Lanka, el Regne Unit, Sud-àfrica, el Canadà, Maurici, etc.
Actualment, es calcula que poden haver-hi prop de 540 milions de persones parlants d'hindustànic arreu del món. Les xifres varien o es contradiuen segons l'estudi. Així, per exemple, les xifres de parlants d'hindi van des dels 120 milions arreu fins als 420 milions només a l'Índia. Les xifres de parlants d'urdú són més reduïdes: uns 10 milions al Pakistan (un 8% de la població) i uns 104 milions arreu.

## Història

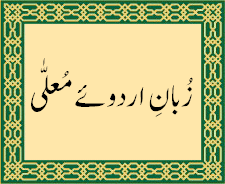
La frase Zaban-e Urdu-e Mualla escrita en cal·ligrafia nastaliq

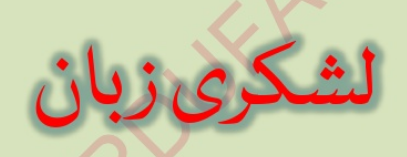
Lashkari Zabān ('llengua de campament militar' o 'llengua Hordish') en el guió de Nastaʿlīq

L'aparició de l'hindustànic està lligada a les migracions de musulmans perses que van tenir lloc al nord de l'Índia entre els segles x i xiii. Les formes primerenques de l'hindustànic actual emergiren dels apabhramsha vernaculars de les llengües indoàries mitjanes del nord de l'Índia entre els segles VII i XIII. Durant aquells segles es va produir una barreja de cultures i de dialectes que va fructificar en una lingua franca oral necessària per al desenvolupament de les relacions comercials i de convivència. A finals del segle xiii, en el marc del sultanat de Delhi, Amir Khusro va usar en els seus escrits aquestes formes lingüístiques (que eren la lingua franca del període) i les va anomenar hindwi. El sultanat de Delhi, que va tenir diverses dinasties túrquiques i perses, amb seu a Delhi, fou succeït per l'Imperi mogol el 1526.
Tot i que els mogols eren descendents dels timúrides (Gurkānī) turcomongols, foren “persificats”, i el persa va esdevenir gradualment l'idioma estatal de l'Imperi mogol a partir de Babur.
Cap al final de l'època mogol, amb la fragmentació de l'imperi i el sistema d'elits, una variant del khariboli, un dels successors dels apabhramsha vernaculars a Delhi i les ciutats properes, va anar gradualment substituint el persa com a lingua franca entre les elits educades i les classes altes, particularment al nord de l'Índia, tot i que el persa encara va mantenir gran part de la seva preeminença. El terme hindustànic (literalment: 'de l'Hindustan') fou el nom que es donà a aquesta variant del khariboli.
No hi ha gairebé cap registre significatiu d'hindustànic entre els segles XIII i XVII, la qual cosa en dificulta l'estudi de l'evolució. No serà fins al segle xvii que apareixerà el terme hindustànic, segons el lingüista Chatterjee.
Després de més de sis segles de desenvolupament oral de l'hindustànic, aquesta llengua va florir en forma literària, ja al segle xvii. Es tractava d'una llengua marcadament influenciada per la cultura islàmica persa (s'escrivia amb l'alfabet persoàrab; contenia molts manlleus perses, etc.), el nom de la qual es coneix com a hindi dakhini o urdú. Però no deixava de mantenir el caràcter indígena i influències de les llengües locals (telugu, panjabi, kanarès, etc.). El persa va esdevenir una llengua oficial al Dècan. A més, el braj bhasha també va florir al nord de l'Índia com a llengua literària, i així va ser reconegut per l'emperador mogol Akbar. D'aquesta manera, l'hindustànic no va ser efectivament cultivat com a llengua literària, tot i ser parlada pels nobles de Delhi i Agra i pel mateix emperador mogol.
No va ser fins a l'arribada del poeta Wali Mohammed Wali a finals del segle xvii, que l'hindustànic o rekhta va començar a desenvolupar-se de forma literària al nord de l'Índia. Els seus poemes es consideren la primera forma d'hindustànic-urdú. El terme urdú no apareix fins al 1776 en una composició del poeta Mashafi. Tot i que ja existien els termes zaban-e-urdu, zaban-e-urdu-e-shashi i zaban-e-urdu-e-mualla des de 1560, per a referir-se a l'urdú parlat al camp, la cort i la ciutat, respectivament.
Al segle xviii, en coincidència amb el Raj Britànic, es componen les primeres gramàtiques d'hindustànic pròpiament dit, com la de John Gilchrist. I també comença a integrar-se el dialecte khariboli a l'hindustànic literari. En aquesta època es va accentuar l'associació de l'hindustànic-urdú amb els musulmans i de l'hindi-hindwi amb els hindús, associació que va perdurar fins al segle xx, moment en el qual van començar-se a estandarditzar de forma oficial fins als nostres dies.

## Hindi i urdú

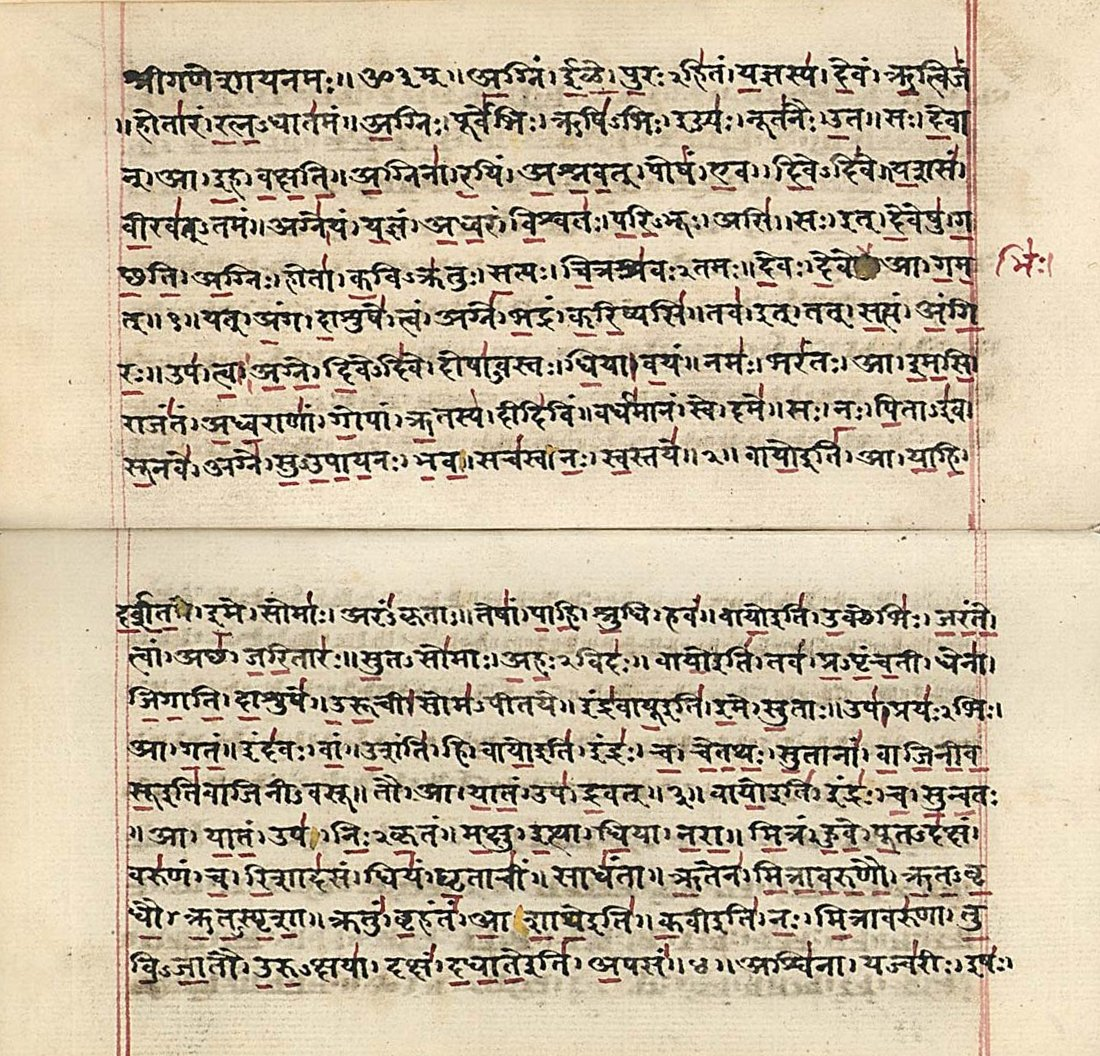
Manuscrit del Rigveda en escriptura devanagari (principi del)

Tot i que, a nivell parlat, l'urdú i l'hindi són considerats dos registres lingüístics de la mateixa llengua, i són pràcticament idèntics pel que fa a la gramàtica i comparteixen el vocabulari bàsic i fins i tot les normes oficials són gairebé idèntiques en la gramàtica, difereixen en les convencions literàries i en el vocabulari acadèmic i tècnic. L'urdú té una forta influència persa, àrab i de l'Àsia central i la de l'hindi en prové més del sànscrit.
Mentre, a nivell oral, l'urdú i l'hindi són considerats dialectes d'una mateixa llengua (o diasistema), el vocabulari escrit formal n'és diferent. L'urdú té préstecs del persa i de l'àrab, i l'hindi literari en té del sànscrit i del prakrit. La gramàtica i el vocabulari bàsic (la majoria de pronoms, verbs, etc.) tant de l'urdú com de l'hindi són els mateixos i deriven de la base del prakrit.
Els registres estàndard de l'urdú i l'hindi es coneixen conjuntament com a "hindi-urdú". L'hindustànic és potser la lingua franca de l'oest i el nord del subcontinent indi, tot i que també s'entén bastant bé en altres regions, especialment a les àrees urbanes. Com a vernacle que comparteix característiques amb l'urdú, l'hindi sanscrititzat, i l'hindi regional, l'hindustànici és emprat sovint com a llengua vernacular més que l'altament arabitzat/persititzat urdú o l'altament sanscrititzat hindi.
Això es pot observar en la cultura popular de Bollywood o, més generalment, en el vernacle de paquistanesos i indis que normalment usen un lèxic comú als parlants d'urdú i d'hindi. Algunes subtileses menors de cada regió poden afectar l'"estil" de l'hindustànic, de vegades acostant-lo més a l'urdú o bé a l'hindi. Es pot afirmar raonablement que les llengües parlades a Lucknow, Uttar Pradesh (lloc conegut per emprar molt bé l'urdú) i a Varanasi (una ciutat sagrada per als hindús i on es parla un hindi altament sanscrititzat) són en certa manera diferents.

## Denominacions de la llengua
La identitat i, per tant, els noms de l'hindustànic, han estat sovint vinculats amb les aspiracions de la gent de l'Índia i el Pakistan. El mateix nom "hindustànic" evoca, en el pensament de molta gent, el període de l'administració colonial britànica, i per aquesta raó no és la denominació preferida per a la llengua.
Amir Khusro (ca. 1300) es referia a la llengua en els seus escrits com a Dahlavi ('de Delhi') o Hindavi (हिन्दवी, ہندوی 'de l'Hindustan'). Durant aquest període, la llengua era usada pels sufis per a propagar el seu missatge arreu del subcontinent indi. Després de l'adveniment dels mogols a l'Índia, l'hindustànic va adquirir més préstecs del vocabulari persa. Rekhta ('barreja') i l'hindi (de l''Hindustan') van esdevenir noms populars per la mateixa llengua fins al segle xviii. El nom urdú aparegué al voltant de 1780. Durant el Raj britànic, el terme hindustànic fou usat pels governants britànics, a partir de l'antic nom del país, Hindustan. El 1796, John Borthwick Gilchrist va publicar la seva obra A Grammar of the Hindoostanee Language. Des de la partició de l'Índia, l'Índia i el Pakistan van establir estàndards nacionals que anomenaren hindi i urdú, respectivament, i intentaren de fer-los diferents, amb el resultat que l'"hindustànic" normalment és vist com una barreja de l'hindi i l'urdú. Més recentment, els nacionalistes hindús han emprat el terme hindvi, derivat de l'antic Hindavi, com a nom de la llengua unificada.

## Alfabets utilitzats
Actualment l'hindustànic s'escriu utilitzant sobretot l'alfabet devanagari o l'alfabet persoaràbic. Tanmateix l'alfabet kaithi era l'utilitzat històricament.
Alfabet persoaràbic utilitzat per a escriure l'hindustànic (urdú):
| جھ | ڄ | ج  | پ  | ث | ٺ  | ٽ  | ٿ  | ت  | ڀ  | ٻ  | ب  | ا |
| -- | - | -- | -- | - | -- | -- | -- | -- | -- | -- | -- | - |
| ɟʱ | ʄ | ɟ  | p  | s | ʈʰ | ʈ  | tʰ | t  | bʱ | ɓ  | b  | * |
| ڙ  | ر | ذ  | ڍ  | ڊ | ڏ  | ڌ  | د  | خ  | ح  | ڇ  | چ  | ڃ |
| ɽ  | r | z  | ɖʱ | ɖ | ɗ  | dʰ | d  | x  | h  | cʰ | c  | ɲ |
| ڪ  | ق | ڦ  | ف  | غ | ع  | ظ  | ط  | ض  | ص  | ش  | س  | ز |
| k  | x | pʰ | f  | ɣ | ∅  | z  | t  | z  | s  | ?  | s  | z |
|    | ي | ه  | و  | ڻ | ن  | م  | ل  | ڱ  | گھ | ڳ  | گ  | ک |
| *  | h | *  | ɳ  | n | m  | l  | ŋ  | ɡʱ | ɠ  | ɡ  | kʰ |   |

Alfabet devanagari utilitzat per a escriure l'hindustànic (hindi):
| Consonants | Consonants | oclusiva sorda | oclusiva sorda aspirada | oclusiva sonora | oclusiva sonora aspirada | nasal | semivocal | fricativa | aspirada |
| ---------- | ---------- | -------------- | ----------------------- | --------------- | ------------------------ | ----- | --------- | --------- | -------- |
| velar      | deva.      | क              | ख                       | ग               | घ                        | ङ     |           |           | ह        |
| velar      | trans.     | k              | kh                      | g               | gh                       | ṅ     |           |           | h        |
| velar      | AFI        | /k/            | /kʰ/                    | /g/             | /gʱ/                     | /ŋ/   |           |           | /h/, /ɦ/ |
|            |            |                |                         |                 |                          |       |           |           |          |
| palatal    | deva.      | च              | छ                       | ज               | झ                        | ञ     | य         | श         |          |
| palatal    | trans.     | c              | ch                      | j               | jh                       | ñ     | y         | ś         |          |
| palatal    | AFI        | /tʃ/           | /tʃʰ/                   | /dʒ/            | /dʒʱ/                    | /ɲ/   | /j/       | /ç/, /ʃ/  |          |
|            |            |                |                         |                 |                          |       |           |           |          |
| retroflexa | deva.      | ट              | ठ                       | ड               | ढ                        | ण     | र         | ष         |          |
| retroflexa | trans.     | ṭ              | ṭh                      | ḍ               | ḍh                       | ṇ     | r         | ṣ         |          |
| retroflexa | AFI        | /ʈ/            | /ʈʰ/                    | /ɖ/             | /ɖʱ/                     | /ɳ/   | /r/       | /ʂ/, /ʃ/  |          |
|            |            |                |                         |                 |                          |       |           |           |          |
| dental     | deva.      | त              | थ                       | द               | ध                        | न     | ल         | स         |          |
| dental     | trans.     | t              | th                      | d               | dh                       | n     | l         | s         |          |
| dental     | AFI        | /t̪/            | /t̪ʰ/                    | /d̪/             | /d̪ʱ/                     | /n/   | /l/       | /s/       |          |
|            |            |                |                         |                 |                          |       |           |           |          |
| labial     | deva.      | प              | फ                       | ब               | भ                        | म     | व         |           |          |
| labial     | trans.     | p              | ph                      | b               | bh                       | m     | v         |           |          |
| labial     | AFI        | /p/            | /pʰ/                    | /b/             | /bʱ/                     | /m/   | /ʋ/       |           |          |

| Vocals | Vocals      | gutural  | palatal | labial | dental | palatogutural | labiogutural |
| ------ | ----------- | -------- | ------- | ------ | ------ | ------------- | ------------ |
| curta  | independent | अ        | इ       | उ      | ऋ      | ए             | ओ            |
| curta  | diacrític   | inherent | ि        | ु       | ृ       | े              | ो             |
| curta  | trans.      | a        | i       | u      | ŕ      | e             | o            |
| curta  | AFI         | /ə/      | /ɪ/     | /ʊ/    | /r/    | /e/           | /o/          |
|        |             |          |         |        |        |               |              |
| llarga | independent | आ        | ई       | ऊ      |        | ऐ             | औ            |
| llarga | diacrític   | ा         | ी        | ू       |        | ै              | ौ             |
| llarga | trans.      | ā        | ī       | ū      |        | ai            | au           |
| llarga | AFI         | /a/      | /i/     | /u/    |        | /ɛ/ o /æ/     | /əʊ/         |

A causa de l'anglicització i de l'ús internacional de l'alfabet llatí, en hindustànic també s'hi escriu. Aquesta adaptació es diu urdú romanitzat. Malgrat l'oposició dels partidaris dels alfabets devanagari i persoaràbic, l'urdú romanitzat guanya popularitat, especialment entre la joventut, que usa internet.

## Text de mostra
A continuació es presenta l'article 1 de la Declaració Universal dels Drets Humans com a text de mostra.
| « | Tots els éssers humans neixen lliures i iguals en dignitat i en drets. Són dotats de raó i de consciència, i han de comportar-se fraternalment els uns amb els altres. | » |

### Hindi formal
1—सभी मनुष्यों को गौरव और अधिकारों के विषय में जन्मजात स्वतन्त्रता प्राप्त है। उन्हें बुद्धि और अन्तरात्मा की देन प्राप्त है और परस्पर उन्हें भाईचारे के भाव से बर्ताव करना चाहिये।
Transcripció Nastaliq
انُچھید ١ : سبھی منُشیوں کو گورو اور ادھِکاروں کے معاملے میں جنمجات سؤتنترتا پراپت ہے. انھے بدّھی اور انتراتما کی دین پراپت ہے اور پرسپر انھے بھایچارے کے بھاؤ سے برتاؤ کرنا چاہیے.
Transcripció (IPA)
ənʊtʃʰːed̪ ek səbʱi mənʊʃjõ ko ɡɔɾəʋ ɔr əd̪ʱɪkaɾõ ke vishaj mẽ dʒənmdʒat̪ sʋət̪ənt̪ɾət̪a pɾapt̪ hɛ ʊnʱẽ bʊd̪ʱːɪ ɔɾ ənt̪əɾat̪ma kiː d̪en pɾapt̪ hɛ ɔɾ pəɾəspəɾ ʊnʱẽ bʱaitʃaɾe keː bʱaʋ se bəɾt̪aʋ kəɾna tʃahɪe

### Urdú formal
دفعہ 1: تمام انسان آزاد اور حقوق و عزت کے اعتبار سے برابر پیدا ہوۓ ہیں۔ انہیں ضمیر اور عقل ودیعت ہوئی ہیں۔ اسلۓ انہیں ایک دوسرے کے ساتھ بھائی چارے کا سلوک کرنا چاہیۓ۔
Transcripció en devanagari
1: तमाम इनसान आज़ाद और हुक़ूक़ ओ इज़्ज़त के ऐतबार से बराबर पैदा हुए हैं। इन्हें ज़मीर और अक़्ल वदीयत हुई हैं। इसलिए इन्हें एक दूसरे के साथ भाई चारे का सुलूक करना चाहीए।
Transliteració (ALA-LC)
Dafʻah 1: Tamām insān āzād aur ḥuqūq o ʻizzat ke iʻtibār se barābar paidā hu’e haiṇ. Unheṇ zamīr aur ʻaql wadīʻat hu’ī he. Isli’e unheṇ ek dūsre ke sāth bhā’ī chāre kā sulūk karnā chāhi’e.
Transcripció (IPA)
d̪əfa ek t̪əmam ɪnsan azad̪ ɔɾ hʊquq o izːət̪ ke ɛt̪əbaɾ se bəɾabəɾ pɛd̪a hʊe hɛ̃ ʊnʱẽ zəmiɾ ɔɾ əql ʋədiət̪ hʊi hɛ̃ ɪslɪe ʊnʱẽ ek d̪usɾe ke sat̪ʰ bʱai tʃaɾe ka sʊluk kəɾna tʃahɪe